# KIO
KIO — система ввода-вывода среды KDE, использующаяся с ранних версий, в kfm и более поздних файловых менеджерах. Она обеспечивает доступ к файлам, веб-сайтам и другим ресурсам через единый API. Приложения, такие как Konqueror, использующие эту систему, могут оперировать файлами, расположенными, например, в сети или внутри архива, так же, как с локальными (так называемая сетевая прозрачность, network transparency). Эта особенность значительно расширяет функциональность и удобство таких программ, и, например, Konqueror становится чрезвычайно удобным файловым менеджером, а не только веб-браузером.
KIO поддерживает протоколы WebDAV, FTP, SMB, SSH, FISH, SVN, TAR) и иные, в том числе монтирование файловых систем через FUSE.